# Cronologia Perioadei Muromachi (Ashikaga)

## Perioda Muromachi (Ashikaga) (1333-1573)
1334 - Go-Daigo încearcă să restabilească autoritatea imperială directă sub un guvern imperial în Kyoto. El îi acordă titlul de shogun fiului său, prințul Morinaga, dar pentru scurt timp, și numește mulți curteni în funcția de guvernatori provinciali; apoi Narinagaay este numit shogun până în anul 1338.
Octombrie 1335 - Ashikaga Takauji întoarce armele împotriva lui Go-Daigo și stabilește un shogunat propriu în Kyoto.
1336 - Ashikaga Takauji ia controlul asupra Kyoto și îl sprijină pe Komyo (din ramura Senior - Jimyoin) ca împărat până în anul 1348, pentru a-și legitima noua sa putere. Go-Daigo și suita sa fug în Yoshino și devin dinastia sudică în timp ce Komyo rămâne în Kyoto ca dinastia nordică.
1338 - Ashikaga Takauji își ia titlul de shogun până în anul 1358.
1339 - Go-Murakami devine împărat (dinastia sudică) până în anul 1368.
1348 - Suko devine împărat (dinastia nordică) până în anul 1351.
1351 - Go-Kogon devine împărat (dinastia nordică) până în anul 1371.
1358 - Ashikaga Yoshiakira devine shogun până în anul 1367. 
1368 - Chokei devine împărat (dinastia sudică) până în anul 1383. Ashikaga Yoshimitsu devine al treilea shogun Ashikaga, la nouă ani. Primii 30 de ani de domnie sunt petrecuți într-o continuă atmosferă de razboi apărându-și puterea și înăbușind revolte.
1371 - Goen-yu devine împărat (dinastia nordică) până în anul 1382.
1382 - Go-Komatsu devine împărat (dinastia nordică) până în anul 1392, când țara este reunificată sub domnia sa. 
1383 - Go-Kameyama devine împărat (dinastia sudică) până în anul 1392.
1392 - Curtea imperiala sudică capitulează - dinastia nordică și sudică sunt reunificate sub domnia împăratului Go-Komatsu, care a domnit până în anul 1412.
1397 - Ashikaga Yoshimitsu construiește templul Kinkakuji.
1401 - Ashikaga Yoshimitsu trimite o misiune în China cerând să oprească comercianții pirați. Ei se intorc anul următor cu învestitura pentru Ashikaga Yoshimitsu de "rege al Japoniei" supus Imperiului Ming.
1404 - Nave autorizate încep oficial comerțul cu mărfuri cu China (în timp ce pirateria continuă).
1408 - Ashikaga Yoshimitsu moare. El a fost urmat de către fiul său Ashikaga Yoshimochi (1408-1423) și apoi de nepotul său Ashikaga Yoshikazu (1423-1425) - nici unul dintre ei nefiind foarte puternici. Puterea shogunatului scade.
1412 - Shoko devine împărat până în anul 1428.
1428 - Ashikaga Yoshinori devine al șaselea shogun Ashikaga și afirma înca o data puterea shogunală.
Go-Hanazono devine împarat până în anul 1464.
1441 - Shogunul Ashikaga Yoshinori este asasinat de către unul dintre șefii suitei sale. Ashikaga Yoshikatsu devine shogun până în anul 1443.
1443 - Ahikaga Yoshimasa devine al optulea shogun.
1444 - Go-Tsuchimikado devine împărat până in anul 1500.
1467-1477 - Razboiul Onin - începe ca o dispută la succesiunea funcției de shogun între casele Hosokawa și Yamana (amandouă importante case cu funcții polițienești - shugo). Războiul se încheie cu hegemonia familiei Ashikaga, Kyoto fiind practic distrus, iar țara iese din război complet descentralizată.
1467-1568 - Sengoku Jidai (Perioada țarii în luptă) - în urma revoltelor din timpul războiului Onin, Oda Nobunaga ia controlul asupra Kyoto. Familia imperială și shogunul pierd din putere, dar își păstrează titlurile și funcțiile. 
1473 - Ashikaga Yoshimasa se retrage de la putere și duce o viată liniștită ca preot laic devotându-și timpul artei și vieții culturale. Ashikaga Yoshihisa (fiul său) devine al nouălea shogun Ashikaga, dar puterea lui nu se extinde afară din casa lui din provincia Yamashiro.
1485 - O răscoală provincială în Yamashiro alungă armatele polițiștilor (shugo), lăsând provincia sub controlul guvernului. Răscoala este condusă de țărani și  războinici neînsemnați.
1488 - Răscoala școlii Ikko alungă armatele polițiștilor (shugo) din provincia Kaga. 
1489 - Ashikaga Yoshimasa construiește templul Ginkakuji. 
1490 - Ashikaga Yoshimasa moare. Ashikaga Yoshihisa moare în timpul unei campanii împotriva casei Rokkaku din provincia Omi. Ashikaga Yoshitane devine al zecelea shogun Ashikaga.
1493 - Ashikaga Yoshitane este înlocuit din funcție și este exilat de catre Hosokawa Masamoto. Ashikaga Yoshizumi devine al unsprezecelea shogun Ashikaga, cu toate că are 14 ani și este la dispoziția lui Hosokawa.
1500 - Go-Kashiwabara devine împărat până în anul 1526. Ceremeonia încoronării nu este ținută decat în anul 1521 datorită lipsei de fonduri.
1508 - Ashikaga Yoshizumi este înlocuit din funcție de către casele Hosokawa și Ouchi. Ashikaga Yoshitane se reîntoarce la funcția de shogun.
1521 - Ashikaga Yoshitane fuge din capitală și merge în exil. Ashikaga Yoshiharu devine al doisprezecelea shogun Ashikaga la zece ani. Este la dispoziția lui Hosokawa Takakuni.
1526 - Go-Nara devine împărat până în anul 1557. Ceremeonia încoronării nu este ținută decât în anul 1536 datorită lipsei de fonduri.
1542 - Navele portugheze ajung la Tanegashima. Armele de foc sunt introduse în Japonia.
1546 - Ashikaga Yoshiharu fuge din Kyoto. Fiul său, Ashikaga Yoshiteru, devine al treisprezecelea shogun Ashikaga și este sub controlul Hosokawa.
1549 - Sf. Francis Xavier debarcă în insula Kyushu.
1551 - Comerțul cu mărfuri cu China este întrerupt. Un număr necontrolat de nave japoneze navighează între Japonia și China. 
1557 - Ogimachi devine împărat.
1565 - Ashikaga Yoshiteru este asasinat de către un agent al casei Miyoshi. Ashikaga Yoshihide devine shogun până în anul 1568.
1567 - Nave portugheze ajung la Nagasaki.
1568 - Oda Nobunaga ocupă Kyoto și îl instalează pe Ashikaga Yoshiaki ca al cincisprezecelea și ultimul shogun Ashikaga.
1571 - Oda Nobunaga distruge templul (mănăstirea) Enryakuji de pe muntele Hiei din Kyoto. Începe controlarea registrelor de cadastru.
1573 - Oda Nobunaga îl înlătură pe Ashikaga Yoshiaki de la shogunat, acesta fugind în exil pe insula Shikoku. Acesta este sfârșitul regimului shogunal Ashikaga.
1573 - Era Tensho.